# Réduction des risques liés à la consommation d'alcool
Pour un article plus général, voir Réduction des risques liés à la toxicomanie.
 (juin 2022).
La mise en forme du texte ne suit pas les recommandations de Wikipédia : il faut le « wikifier ».
Les points d'amélioration suivants sont les cas les plus fréquents :
- Les titres sont pré-formatés par le logiciel. Ils ne sont ni en capitales, ni en gras.
- Le texte ne doit pas être écrit en capitales (les noms de famille non plus), ni en gras, ni en italique, ni en « petit »…
- Le gras n'est utilisé que pour surligner le titre de l'article dans l'introduction, une seule fois.
- L'italique est rarement utilisé : mots en langue étrangère, titres d'œuvres, noms de bateaux, etc.
- Les citations ne sont pas en italique mais en corps de texte normal. Elles sont entourées par des guillemets français : « et ».
- Les listes à puces sont à éviter, des paragraphes rédigés étant largement préférés. Les tableaux sont à réserver à la présentation de données structurées (résultats, etc.).
- Les appels de note de bas de page (petits chiffres en exposant, introduits par l'outil «  Source ») sont à placer entre la fin de phrase et le point final[comme ça].
- Les liens internes (vers d'autres articles de Wikipédia) sont à choisir avec parcimonie. Créez des liens vers des articles approfondissant le sujet. Les termes génériques sans rapport avec le sujet sont à éviter, ainsi que les répétitions de liens vers un même terme.
- Les liens externes sont à placer uniquement dans une section « Liens externes », à la fin de l'article. Ces liens sont à choisir avec parcimonie suivant les règles définies. Si un lien sert de source à l'article, son insertion dans le texte est à faire par les notes de bas de page.
- La présentation des références doit suivre les conventions bibliographiques. Il est recommandé d'utiliser les modèles {{Ouvrage}}, {{Chapitre}}, {{Article}}, {{Lien web}} et/ou {{Bibliographie}}. Le mode d'édition visuel peut mettre en forme automatiquement les références.
- Insérer une infobox (cadre d'informations à droite) n'est pas obligatoire pour parachever la mise en page.

Pour une aide détaillée, merci de consulter Aide:Wikification.
Si vous pensez que ces points ont été résolus, vous pouvez retirer ce bandeau et améliorer la mise en forme d'un autre article.
 (juillet 2022).
Améliorez-le ou discutez des points à vérifier. 
 (juillet 2022).
La Réduction des Risques et des Dommages liés à l'alcool (RDRDA) est la déclinaison de la politique de santé publique de réduction des risques au produit alcool. La loi de modernisation du système de santé du 26 janvier 2016 prévoit désormais l'extension du concept à tous les produits psychoactifs dont l'alcool. 
En 2020 la Direction générale de la santé et la MILDECA confient au Fonds Actions Addictions (désormais addict'aide) la rédaction d'un état des lieux sur la RdRDA. Le rapport « La réduction des risques et des dommages liés à l’alcool » (RdRDA) edt rédigé par Guylaine Benech et publié en 2021.
Plusieurs programmes sont référencés comme pistes nouvelles : Le programme canadien  Alcoochoix  porté en France par la Fédération addiction,  Choisitaconso  développé  par Association Addictions France ou encore des expérimentations régionales comme le programme IACA développé par Santé! Alcool et Réduction des risques et soutenu par le Fonds de Lutte contre les Addictions de l'Assurance Maladie.
En juin 2022 la plateforme SOLALE soutenue par la Mildeca et l'assurance maladie est mise en ligne. Elle propose des ressources professionnelles  sur le concept de RDR Alcool.
En novembre 2023, la Haute Autorité de Santé publie un dossier de recommandations de bonne pratique "Agir en premier recours pour réduire le risque alcool - Repérer tous les usages et accompagner chaque personne"  destiné aux intervenants de premier recours. Ce dossier apporte des clés de lecture pour envisager le risque alcool comme un sujet de santé pour tous :
- Faire de l’alcool un sujet de santé comme les autres, qui concerne tous les usagers du système de santé, tout au long de leur vie, et pas seulement en cas de complication apparente ou d’usage problématique.
- Favoriser l’accompagnement de tous les usagers du système de santé en portant à la connaissance des personnes et de leur entourage la réalité des risques liés à l’alcool et toutes les possibilités de les diminuer.
- Œuvrer au pouvoir d’agir (empowerment) des personnes face à l’alcool afin qu’ils puissent en diminuer les risques, pour eux-mêmes et leur entourage.

Ces recommandations seront par la suite complétées sur les thématiques spécifiques : femmes et jeunes.